# 小行星1383
小行星1383（1383 Limburgia）是一颗围绕太阳公转的小行星。1934年9月9日，亨德里克·范根特在约翰内斯堡发现了此天体。
該小行星以荷蘭聯合王國林堡省命名。
这颗小行星的绝对星等为165.0044544409308等。